# Посёлок турбазы «Боровое»
Турбазы «Боровое» — посёлок в Ногинском районе Московской области России, входит в состав сельского поселения Буньковское.

## Население
| 2002 | 2006 | 2010 |
| ---- | ---- | ---- |
| 309  | ↗331 | ↘300 |

## География
Посёлок турбазы «Боровое» расположен на востоке Московской области, в восточной части Ногинского района, примерно в 48 км к востоку от Московской кольцевой автодороги и 10 км к востоку от центра города Ногинска, рядом с озером Боровым.
В 2 км к югу от посёлка проходит Горьковское шоссе М7, в 10 км к западу — Московское малое кольцо А107, в 13 км к востоку — Московское большое кольцо А108. Ближайшие населённые пункты — деревни Большое Буньково и Караваево.